# 하버드 T.H. 챈 보건대학원
하버드 T.H. 챈 보건대학원(Harvard T.H. Chan School of Public Health)는 하버드 대학교에 소속된 보건대학원이다.

## 역사
1913년 하버드와 MIT가 공동으로 설립한 보건 종사자들을 위한 학교(School for Health Officers)를 그 기원으로 한다.
초대 교장으로 밀턴 J. 로즈노를 임명하였다. 설립 직후에는 과정에 따라 2년제 또는 3년제로 운영되었고, 1914년 5명의 최초 졸업생을 배출하였다.
1922년 하버드와 MIT가 공동 운영하던 기관을 하버드 보건대학원(Harvard School of Public Health, HSPH)으로 바꾸고, 4개 학과를 설치하였다.
2014년 하버드 대학교는 홍콩 항룽그룹이 운영하는 모닝사이드 재단에 의해 후원받았으며, 이를 기리는 의미에서 항룽그룹 창업자 천쩡시(陳曾熙, Chan Tseng-Hsi)의 이름을 보건대학원에 붙여 T.H. 챈 보건대학원으로 개칭하였다.